# 요시노촌 (히로시마현)
요시노촌(일본어: 吉野村)은 일본 히로시마현 고누군에 있던 촌이다. 현재의 후추시의 일부에 해당한다.

## 역사
- 1889년 4월 1일 - 정촌제 시행에 의해 고호리촌, 아리후쿠촌, 오즈카촌, 후타모리촌이 성립하였다.
- 1895년 10월 1일 - 고호리촌, 아리후쿠촌, 오즈카촌, 후타모리촌이 합병해 요시노촌이 성립하였다.
- 1954년 3월 31일 - 구 조게정, 기요다케촌, 야노촌, 시나미촌의 일부와 합병, 조게정이 신설해 폐지되었다.

## 참고문헌
- 角川日本地名大辞典 34 広島県
- 『市町村名変遷辞典』東京堂出版、1990年